# NAeL Minas Gerais (A11)
Minas Gerais (A11) byla brazilská letadlová loď, původně anglická lehká letadlová loď HMS Vengeance (R71), čtvrtá postavená jednotka třídy Colossus. Brazílie loď zakoupila roku 1956 a stala se tak prvním jihoamerickým státem vlastnícím letadlové lodě (do operační služby ovšem dříve vstoupila argentinská letadlová loď Independencia). Brazilské námořnictvo loď provozovalo až do 9. října 2001. Po vyřazení byla sešrotována. Ve službě ji nahradila letadlová loď São Paulo.

## Stavba

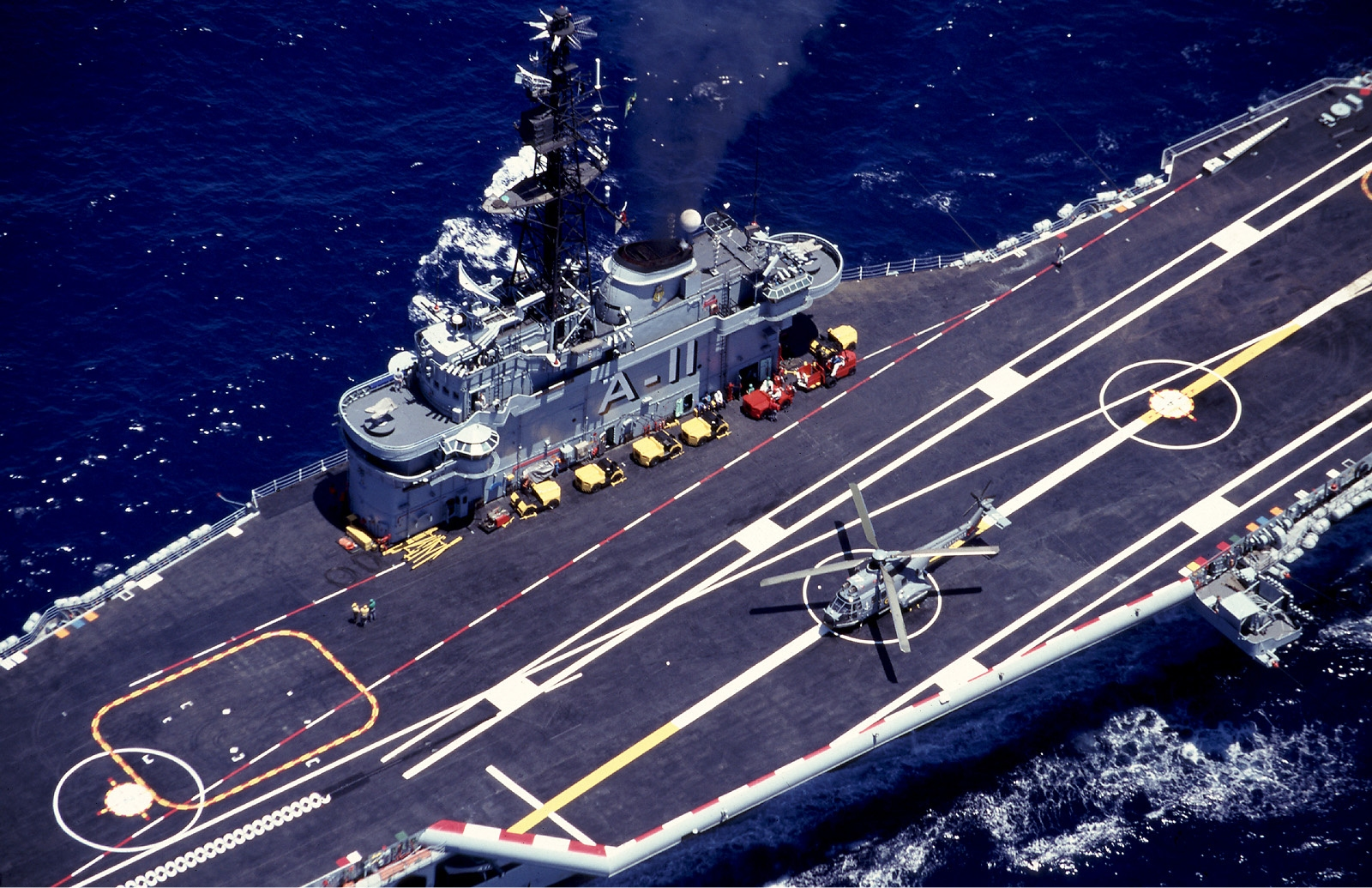
Detail paluby lodě

HMS Vengeance byla pro Britské královské námořnictvo postavena, za druhé světové války, loděnicí Swan Hunter. Stavba byla zahájena 16. listopadu 1942, přičemž 23. února 1944 byl trup lodě spuštěn na vodu. Do služby loď vstoupila roku 1945. Do bojů se již nezapojila. V listopadu 1952 byla Vengeance zapůjčena Australskému námořnictvu do doby, než byla dokončena náročná modernizace nové australské letadlové lodě HMAS Melbourne. Roku 1954 byla loď přeřazena k výcviku a roku 1955 byla vrácena britskému námořnictvu.
Brazílie loď zakoupila roku 1956. V letech 1957–1960 probíhala modernizace plavidla, zahrnující například instalaci úhlové letové paluby, katapultů či systému řízení palby. Do služby ji zařadila 6. prosince 1960.

## Konstrukce

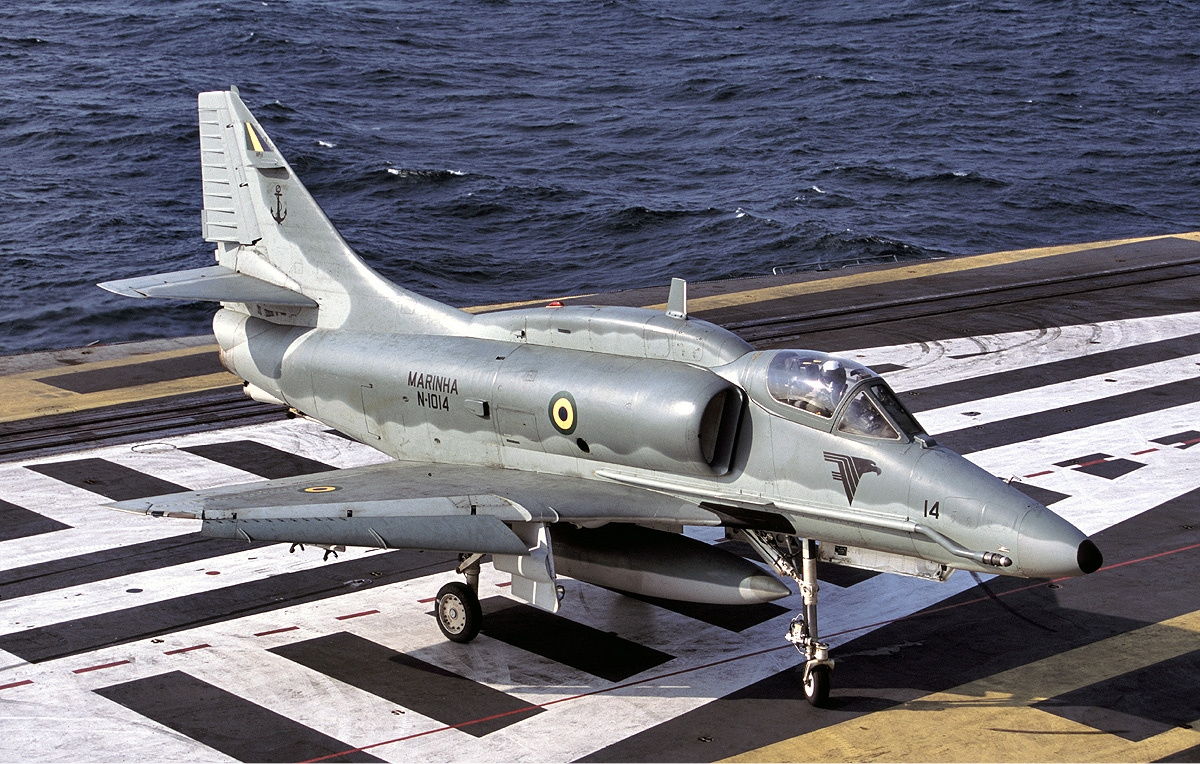
Brazilský palubní útočný letoun A-4 Skyhawk

Minas Gerais byla vybavena úhlovou letovou palubou. Palubní hangár měl rozměry 135,6×15,8×5,3 metru a vešlo se do něj 21 strojů. Původní obrannou výzbroj tvořilo deset 40mm kanónů.

## Operační služba
Po zařazení do služby loď sloužila především k protiponorkovému hlídkování. Nesla přitom jak palubní letadla, tak vrtulníky. V letech 1976–1980 byla modernizována. Od roku 1987 byla přeřazena do rezervy, kde čekala na nutnou modernizaci (například v té době měla nefunkční katapult). Modernizace začala roku 1991 a práce trvaly až do roku 1995, kdy se loď vrátila do služby. Vyměny byly kotle, radary, bojový informační systém a řada dalších systémů. Novou výzbroj lodě tvořily tři dvojnásobná vypouštěcí zařízení SIMBAD pro protiletadlové řízené střely Mistral a dva 12,7mm kulomety. K sešrotování byla loď odvezena v roce 2004.